# Naissance en 841
Naissance
- 837
- 838
- 839
- 840
- 841
- 842
- 843
- 844
- 845

Cette page dresse une liste de personnalités nées au cours de l'année 841 :
- 22 mars : Bernard Plantevelue, comte d'Auvergne.

- Annen (en), moine japonais.
- Du Rangneng (en), ministre chinois de la dynastie Tang.
- Gyeongmun (en), 48e roi de Silla (Trois Royaumes de Corée).
- Heiric d'Auxerre, moine bénédictin, poète et érudit, maître (écolâtre) de l’école de l'abbaye Saint-Germain d’Auxerre.
- Pei Shu (en), ministre chinois de la dynastie Tang.

## Crédit d'auteurs
- Cet article est partiellement ou en totalité issu de l'article intitulé « 841 » (voir la liste des auteurs).